# Camp Bondsteel
Le camp Bondsteel est une base militaire de l'OTAN au Kosovo près de la ville de Ferizaj, au centre de la zone américaine au Kosovo. La base a été construite en 1999 par les forces armées des États-Unis, juste après la guerre du Kosovo.

## Garnison
Elle est nommée en l'honneur d'un vétéran de la guerre du Viêt Nam, James Leroy Bondsteel.
Quartier général de la  Multi-National Brigade Force-East (MNB-E), renommé en 2006 Multinational Task Force-East (MNTF-E) de l'OTAN, elle a abrité jusqu'à 7 000 militaires de la Force pour le Kosovo au début des années 2000. Pour le construire, deux collines ont été aplanies et une vallée a été comblée avec le surplus des collines.
La superficie du camp est de 3,86 km2.
En janvier 2022, le contingent américain est de 635 personnes sur un contingent total de 3 770 personnes ; c'est le deuxième contingent derrière celui de l'Italie.

## Installations

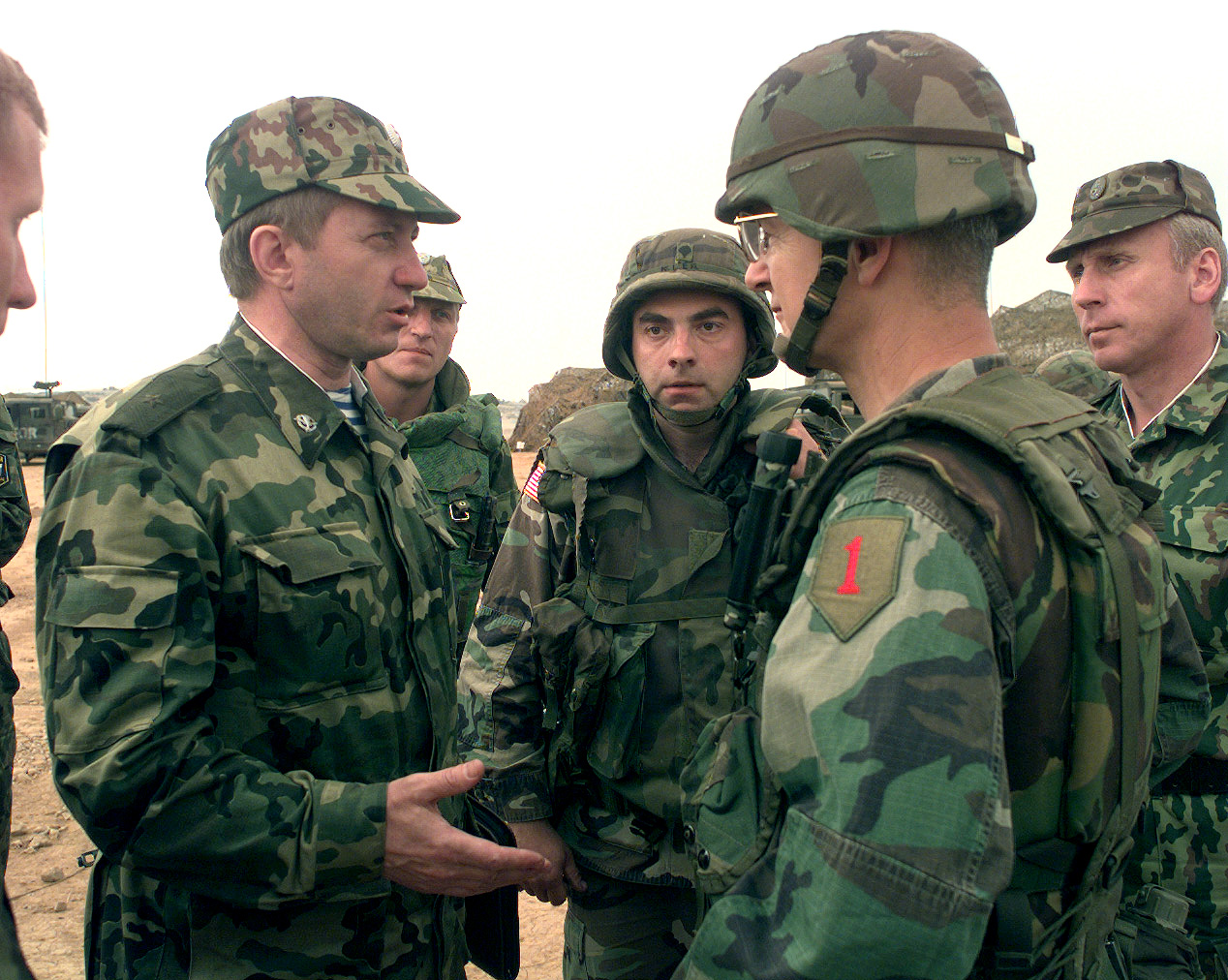
Rencontre le 7 juillet 1999 entre le Major général Valeri Evtoukovitich des Troupes aéroportées de la fédération de Russie, commandant les forces russes au Kosovo et le général John Craddock, commandant la Task Force Falcon, nom donné à la formation de l'armée américaine stationnée dans la région.

L'entreprise choisie pour mettre en œuvre ce projet est KBR, filiale de Halliburton. En août 1999, 52 hélisurfaces ont été construites pour un grand héliport au sud de la base.
Le camp de Bondsteel a de nombreuses installations disponibles pour le confort des soldats et des employés civils qui y vivent et y travaillent. La coopérative avec ses deux étages est le plus grand magasin militaire dans le sud-est de l'Europe et contient tous les produits nécessaires pour le bien-être du soldat américain au Kosovo. 
La base a aussi, sans doute, le meilleur hôpital au Kosovo, un cinéma, le plus grand du Kosovo, trois salles de gymnastique, deux bâtiments de loisirs avec téléphones, ordinateurs et connexion Internet, des tables de billard, des jeux vidéo ; deux chapelles avec divers services religieux (les kosovars albanais sont musulmans) et d'autres activités ; deux grandes salles de restaurant, une caserne de pompiers, une station de police militaire ; le centre d'enseignement Laura Bush où les cours sont offerts par l'université du Maryland et le Texas College, deux bars à capuccino, des fast food, un Burger King, un Taco Bell et un Anthony's Pizza, deux boutiques de barbier, deux laveries employant des ressortissants locaux albanais qui font la lessive pour les personnes qui vivent sur la base, deux magasins de presse, un atelier de couture, deux magasins qui emploient principalement des femmes pour des massages thaï et divers autres massages, un shopping qui vend des collations et des boissons, des DVD et CD, des produits de bureau, des revues et des articles d'hygiène personnelle ; divers fournisseurs locaux qui vendent des souvenirs du Kosovo et d'autres produits ; les installations sportives sont importantes aussi avec entre autres un terrain de football américain.

## Controverses

### Conseil de l'Europe et les prisons secrètes de la CIA en Europe
L'armée des États-Unis a été critiquée pour l'utilisation de la base comme centre de détention, et pour les conditions de détention. En novembre 2005, Alvaro Gil-Robles, l'envoyé spécial des droits de l'homme du Conseil de l'Europe, a décrit le camp comme une « version réduite de Guantánamo » à la suite d'une visite surprise « L'endroit ressemblait à une reconstitution de Guantánamo, en plus petit », a déclaré Alvaro Gil-Robles au journal français Le Monde daté du 26/27 novembre 2005. Les prisonniers du camp portent des combinaisons orange, à l'instar de Guantánamo et de nombreux autres sites de détention. Autre similitude avec Guantánamo, les prisonniers du camp Bondsteel n'ont pas accès à un avocat. 
En réponse, l'armée américaine a déclaré qu'il n'y avait pas de centre de détention secret dans le camp aujourd'hui. Bien qu'il y ait un centre de détention sur le camp de Bondsteel, qui a été utilisé par le passé pour recevoir les détenus de la guerre en Irak et pour la guerre d'Afghanistan.
Le camp Bondsteel n’est pas ouvert aux inspections du Comité contre la Torture du Conseil de l'Europe (CPT), qui a pourtant le droit d’inspecter tous les lieux de détention dans les États parties à la Convention européenne contre la torture. Les négociations avec la KFOR étaient en cours, mais depuis l'indépendance unilatérale du Kosovo, elles n'ont plus lieu d'être car le Kosovo n'est pas reconnu par le Conseil de l'Europe, il est donc hors législation. Le camp restera donc hors d'accès des inspecteurs.

### Position de la Serbie
Le gouvernement de Serbie a souligné l'importance de ce camp dans le soutien des troupes américaines pour leurs guerres en Afghanistan et en Irak et affirme que les États-Unis ont reconnu l'indépendance du Kosovo dans le but de le préserver dans l'avenir.